# Капірот

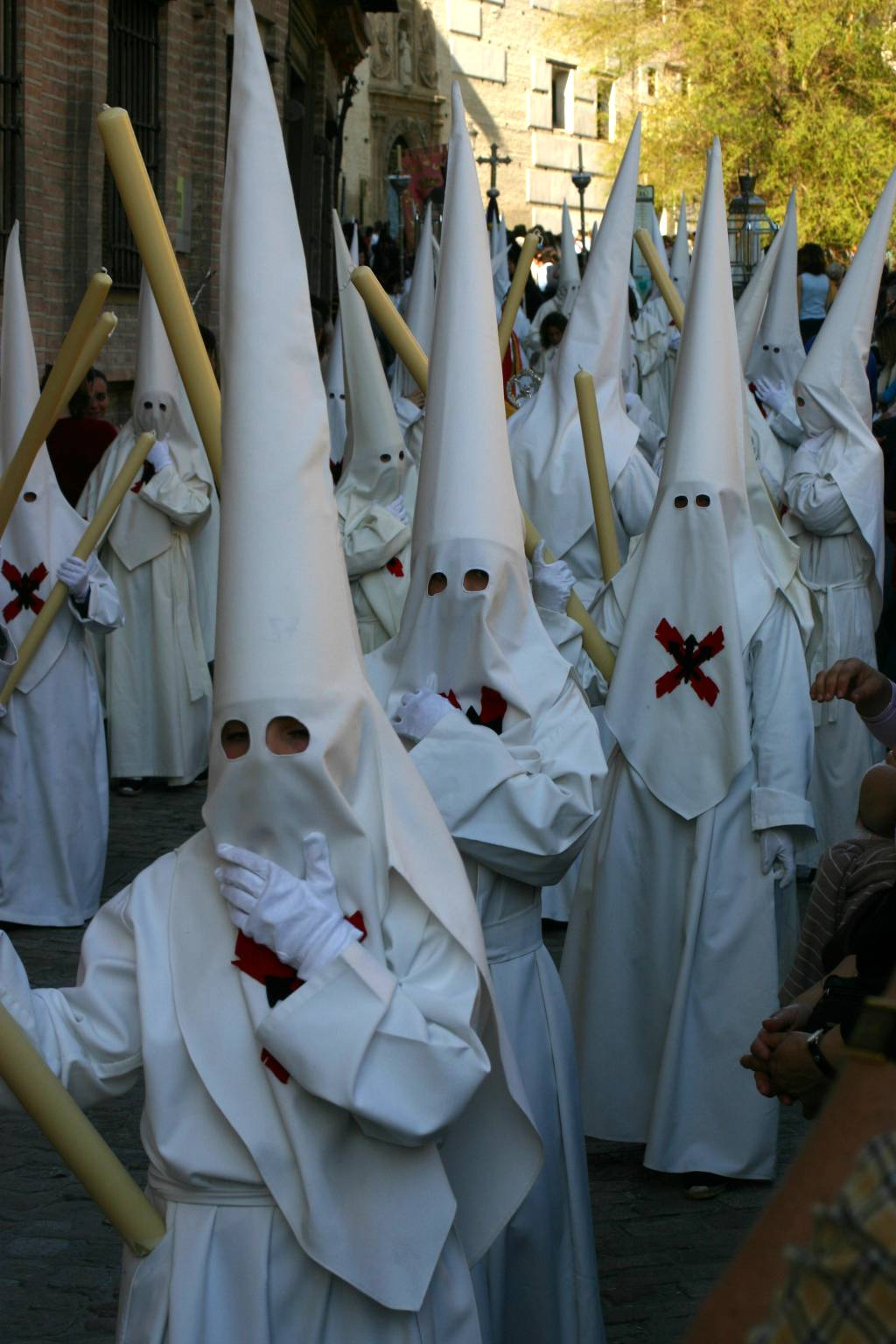
Назаренос беруть участь в урочистостях під час Страсного Тижня.

Капіро́т (ісп. capirote) — середньовічний іспанський головний убір, гостроконечний ковпак конічної форми.
Первинно їх виготовляли з картону і використовували іспанські флагеланти.
В часи інквізиції обтягнуті тканиною капіроти разом із жовтими накидками використовували для одягання засуджених на смертну кару.
Водночас капіроти були частиною одягу представників низки релігійних братств в часи святкування Великодня і Страсного Тижня (Семана Санта) — в цьому випадку тканина, що покривала капіроти, опускалась нижче рівня плечей, закриваючи обличчя і шию; для огляду в тканині вирізали два отвори. Подібні капіроти досі використовують в Іспанії (наприклад, у Севільї) учасники процесій під час Страсного Тижня (т. зв. nazarenos — «покаянні грішники»).
Балахони і капіроти схожі з балахонами і капюшонами членів ку-клукс-клану, расистської терористичної організації. Не відомо, чи це запозичення, чи збіг.